# Carrière de talc de Trimouns
La carrière de talc de Trimouns est située sur le massif de Tabe (ou massif du saint Barthélémy) dans le département de l'Ariège, en région Occitanie (France), et est partagée entre les territoires des communes de Lordat, Vernaux, Bestiac et Montségur, sur les pentes Est du pic de Soularac.
L'usine de transformation se trouve sur la commune de Luzenac. C'est l'une des plus importantes carrières de talc-chlorite du monde, avec près de 400 000 tonnes de minerais extraits par an, ce qui assure environ 10 % de la production mondiale.

## Toponymie
Le nom de Trimouns vient de l'occitan Tres monts (« Trois monts ») et désigne les trois sommets présents sur le site avant l'exploitation industrielle du minerai de talc.

## Géographie

### Topographie
Le gisement de talc exploité par cette carrière est situé sur le flanc du pic de Soularac (massif de Tabe) entre 1 650 et 1 800 mètres d'altitude, surplombant la vallée de l'Ariège.
Il s'étend sur le territoire nord des communes de Lordat, Vernaux et Bestiac, et légèrement sur le territoire sud de la commune de Montségur.

## Géologie

### Minéralogie

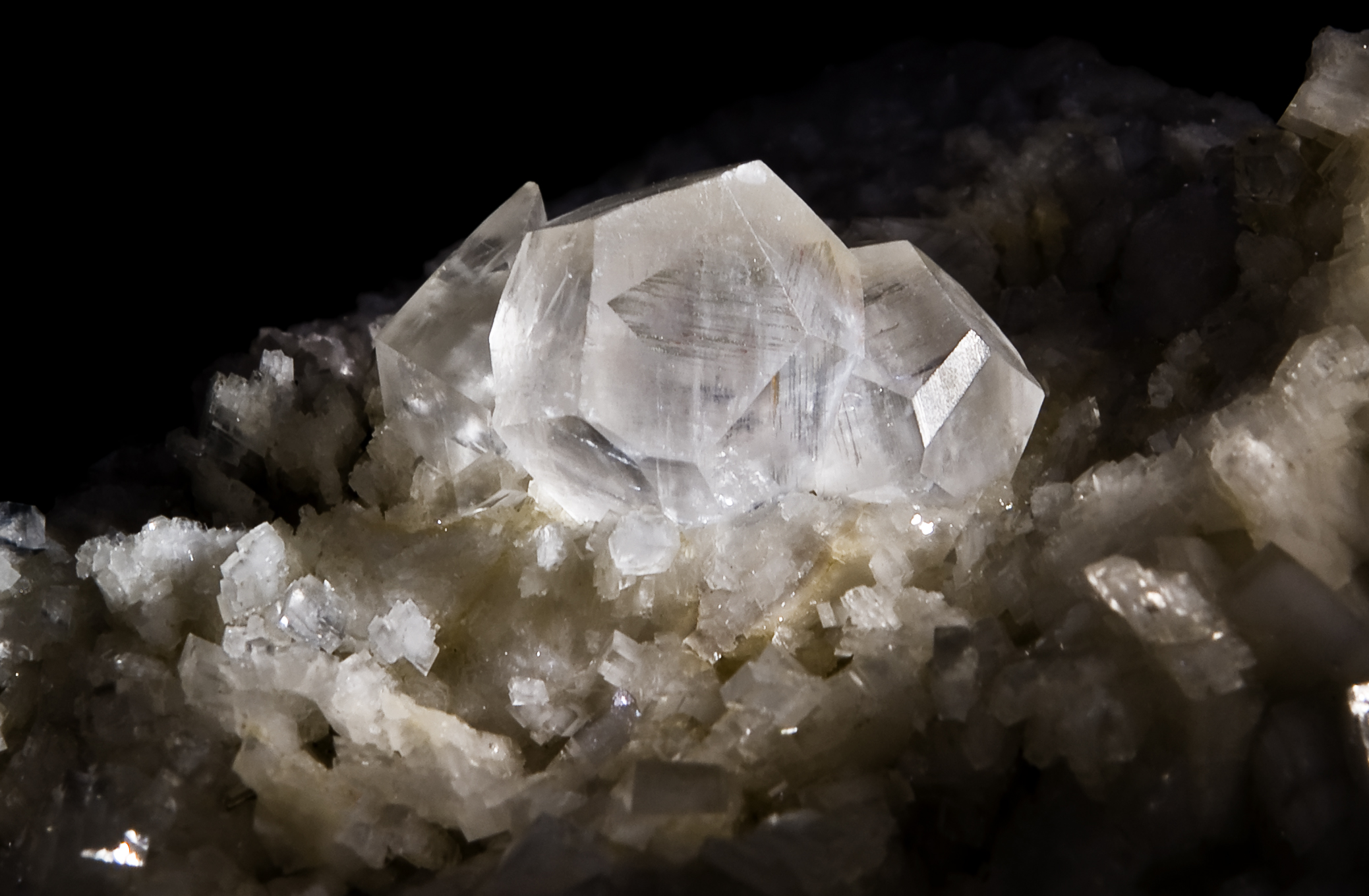
Calcite.
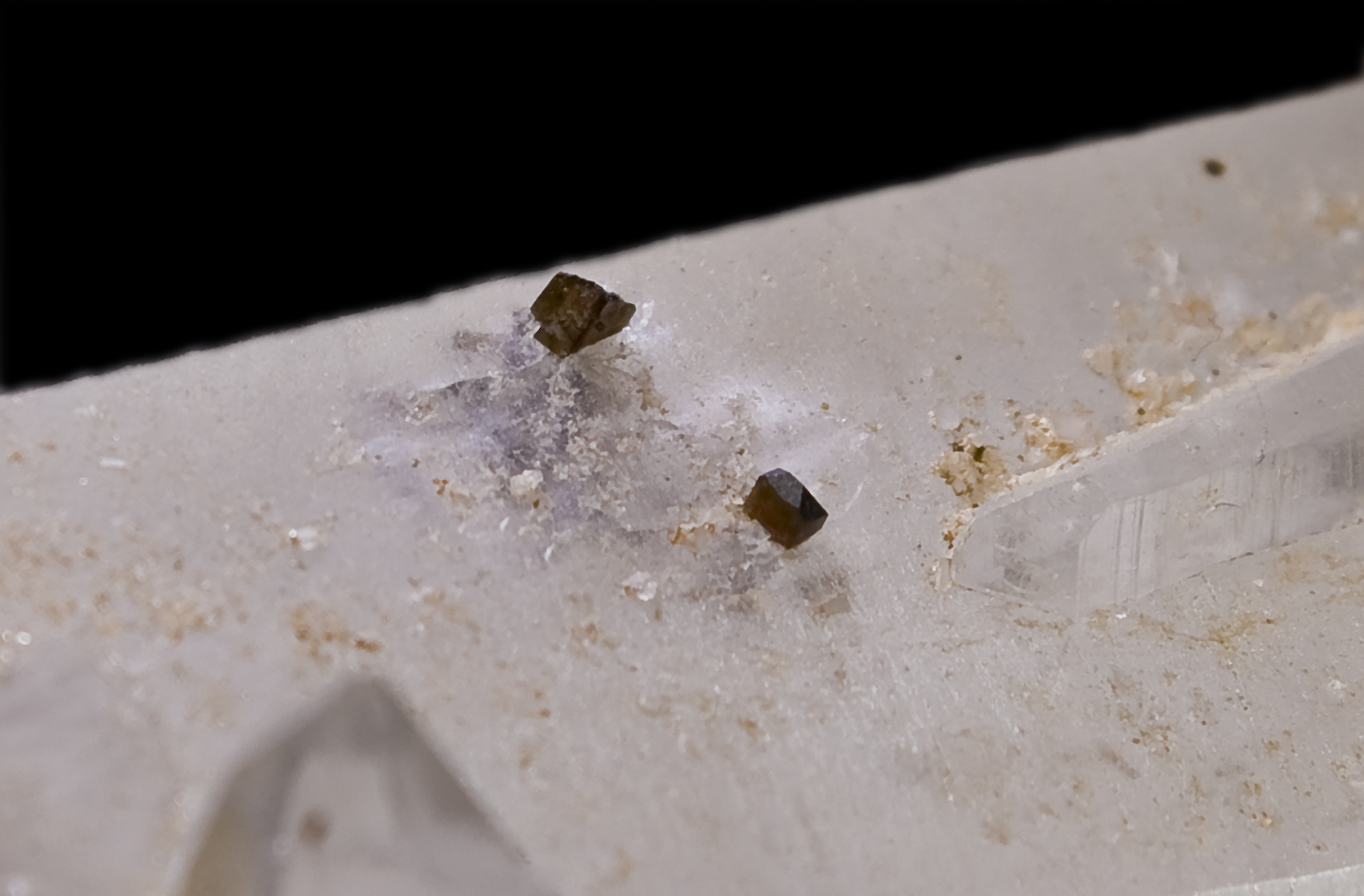
Cassitérite sur quartz.
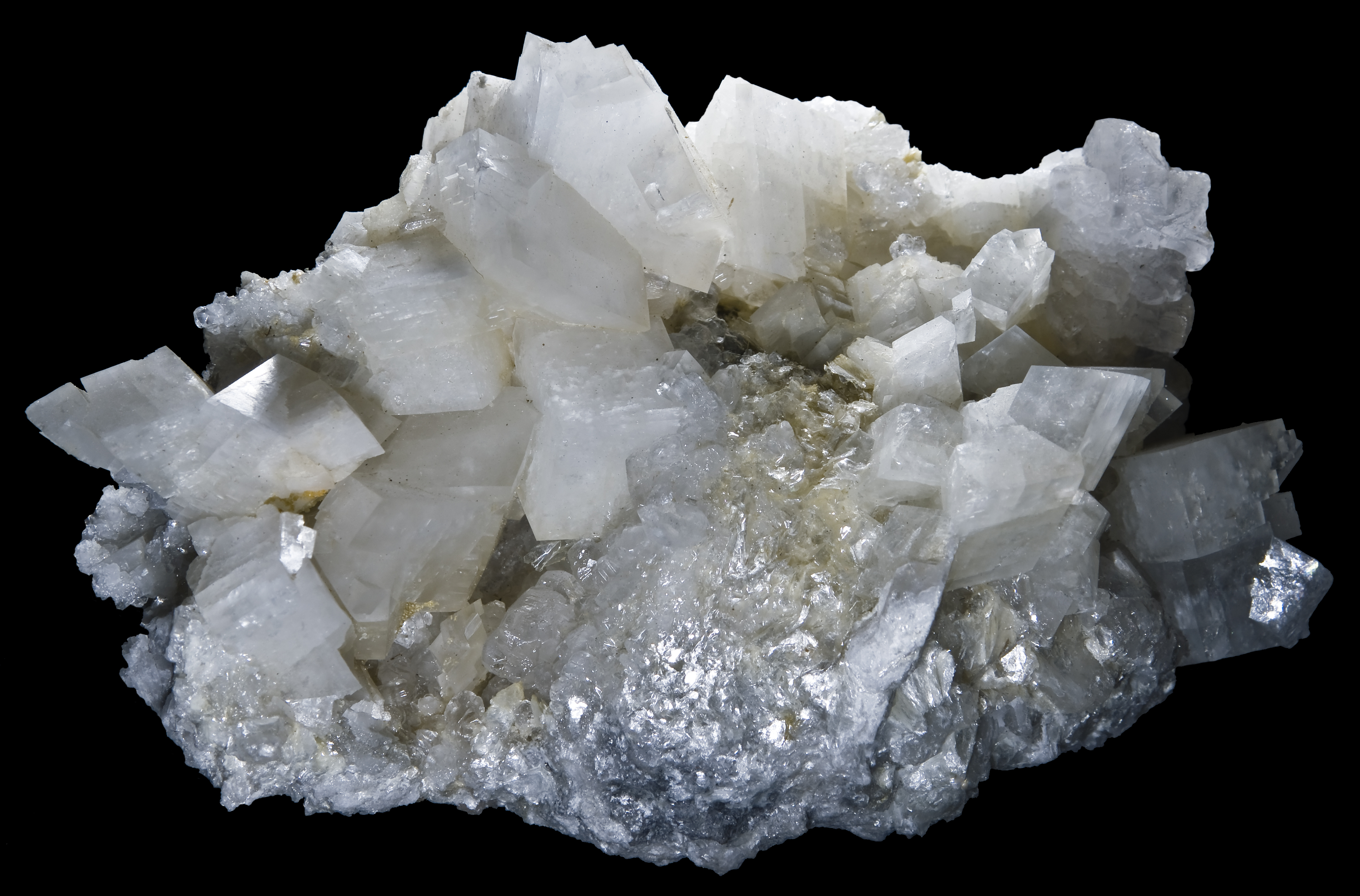
Dolomite et talc.
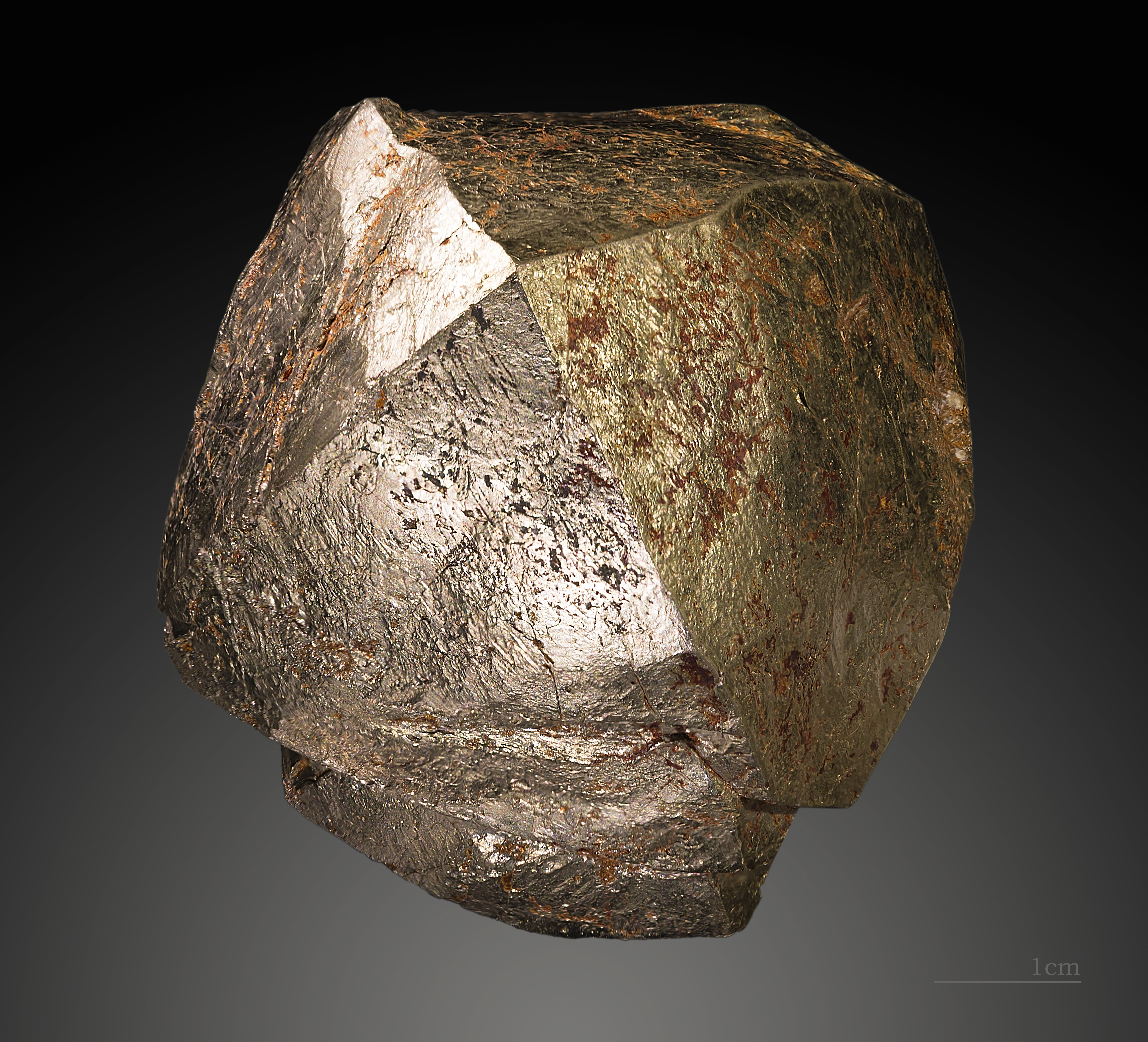
Pyrite octaédrique.
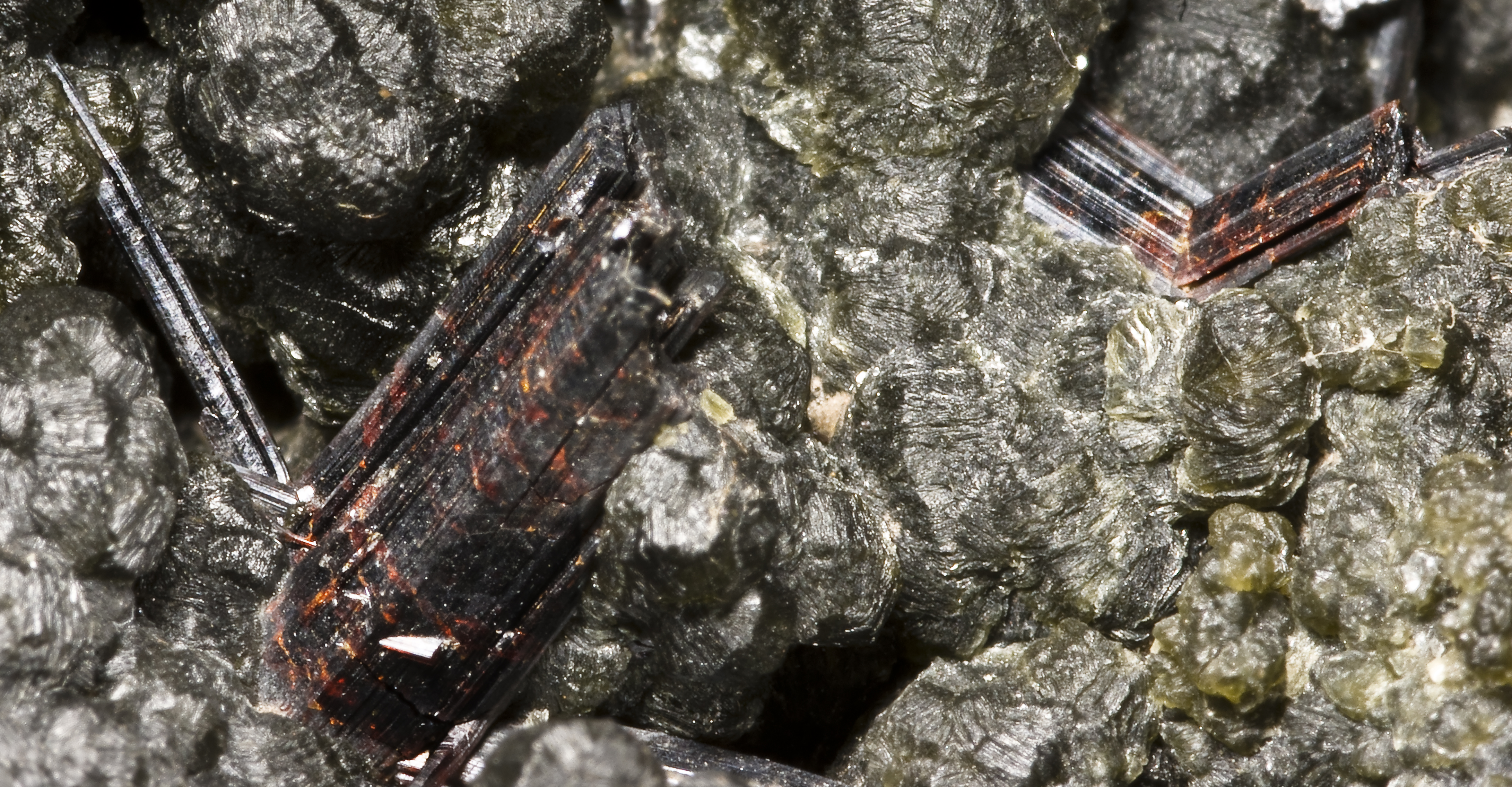
Rutile (Macle en genou).
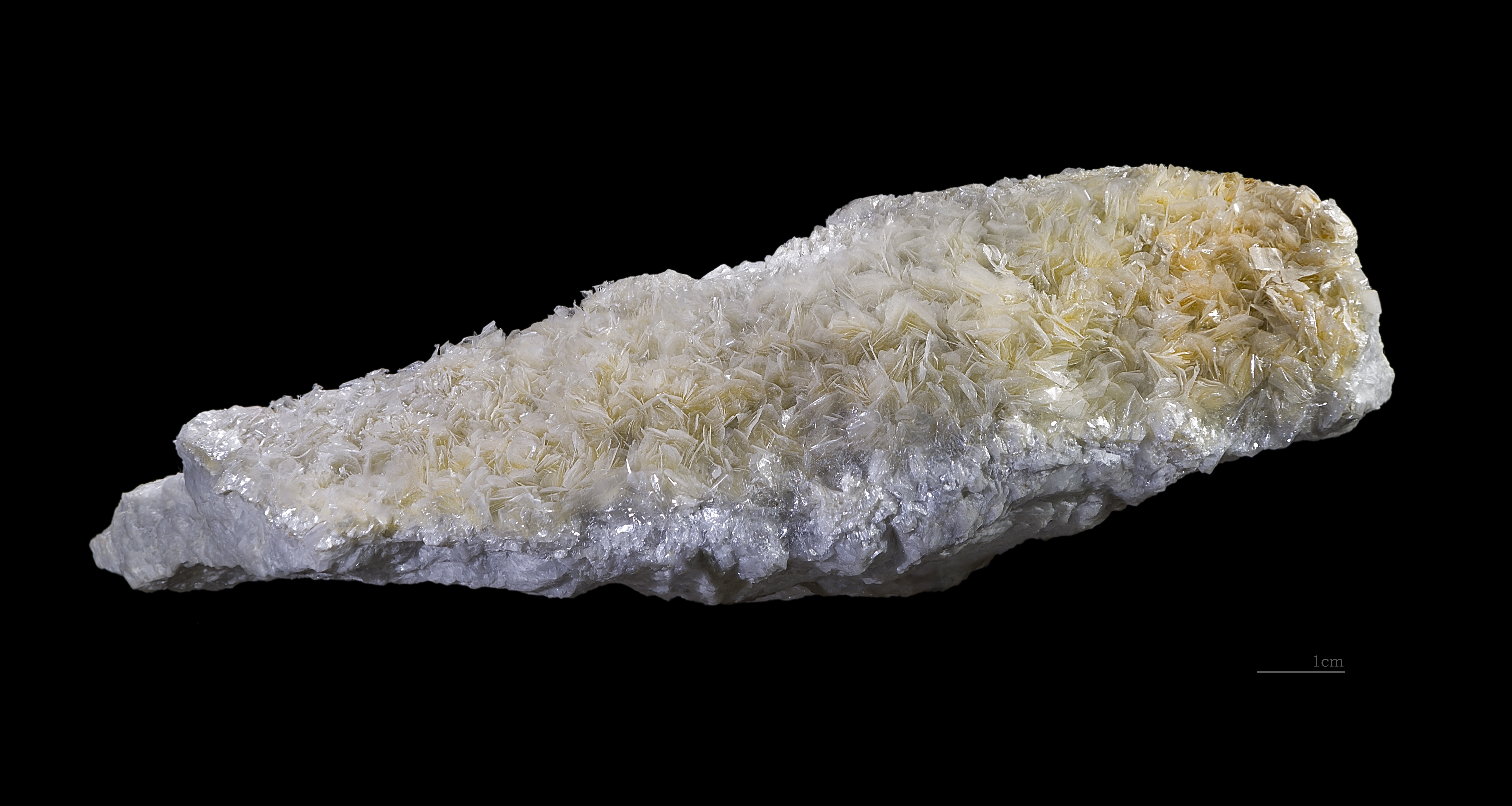
Talc cristallisé.

## Histoire

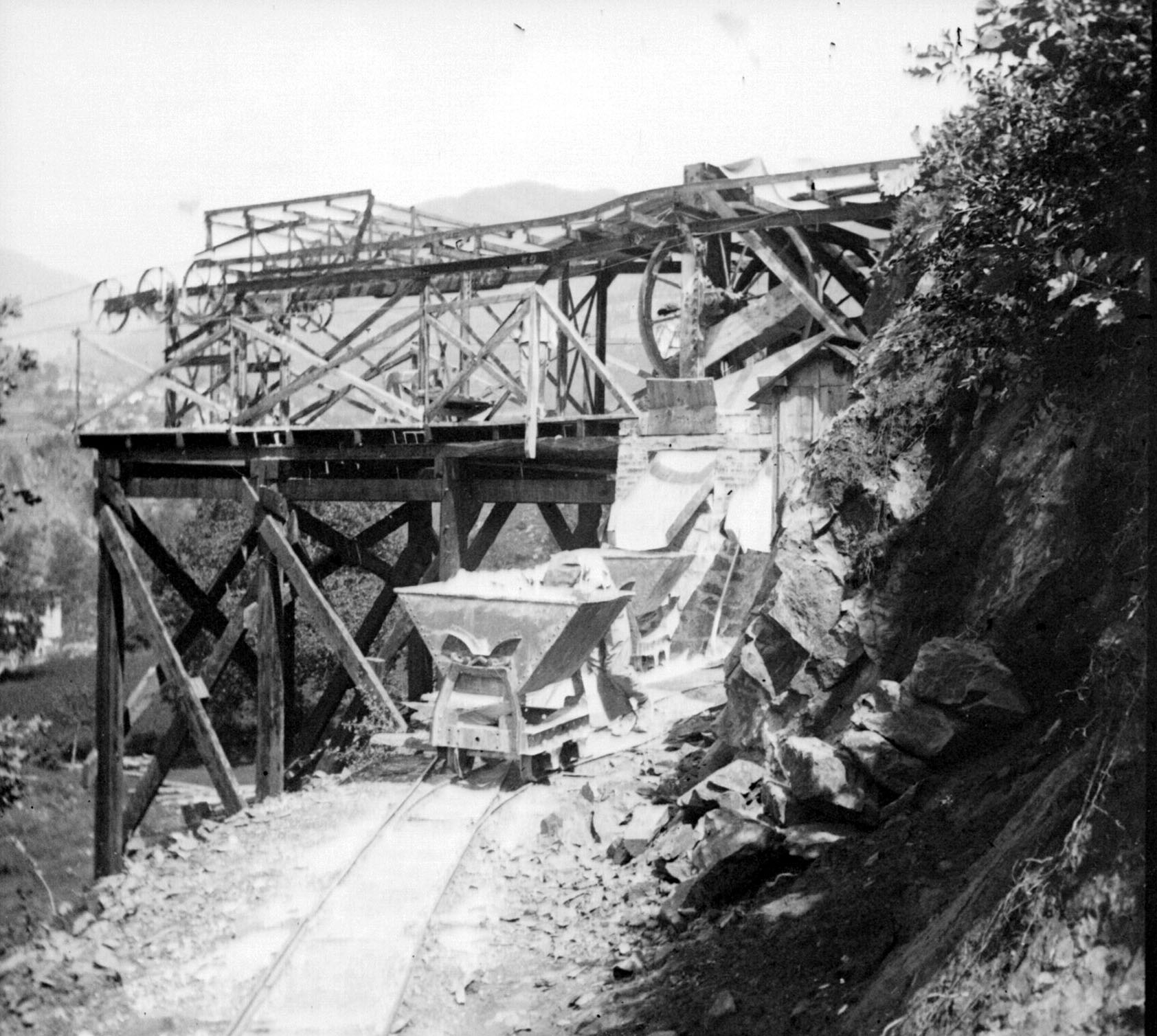
Les bennes de l'usine en 1900.

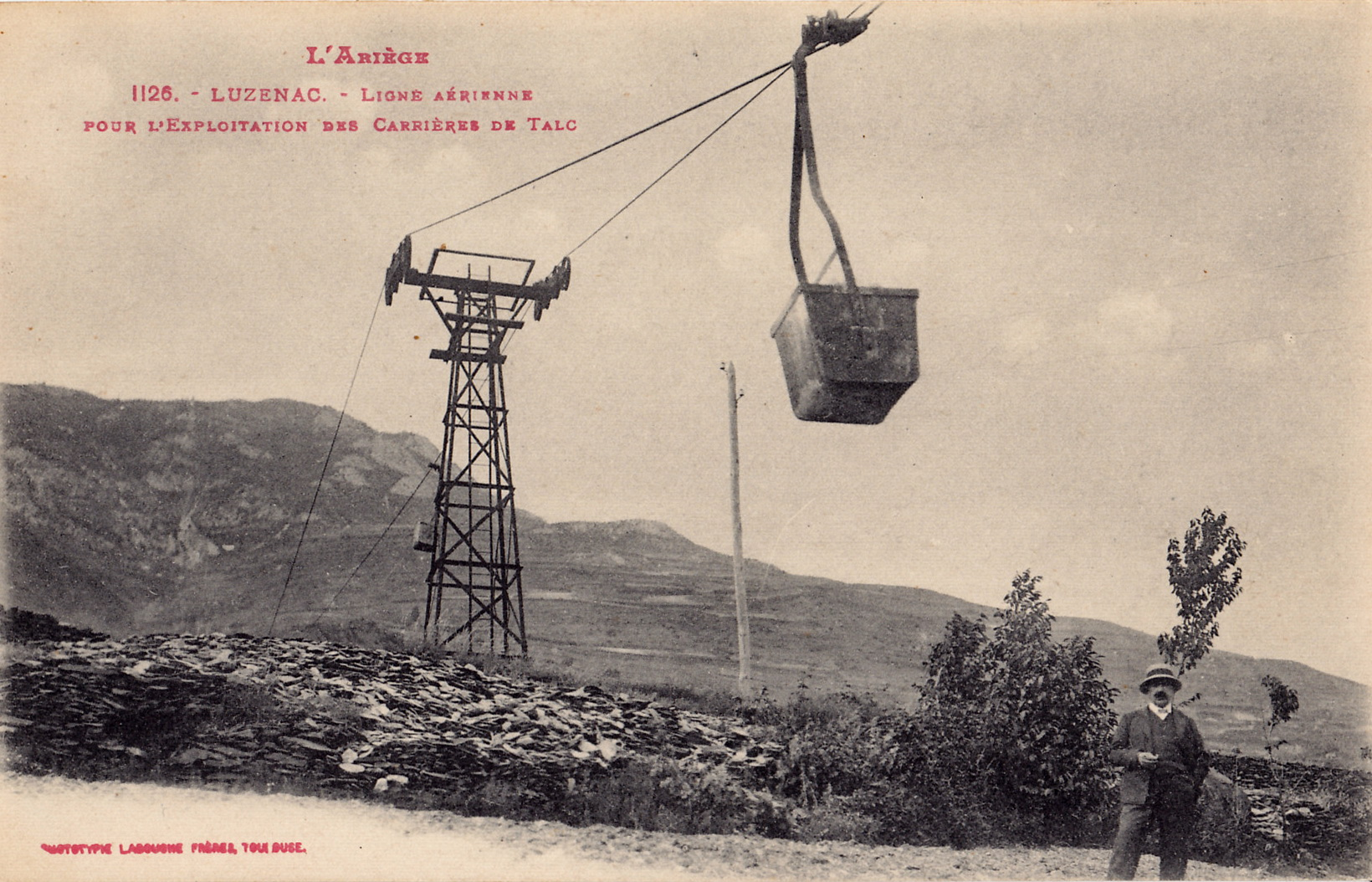
Transport du talc par téléphérique, vers 1900.

Dès le début du XIXe siècle, un ramassage artisanal du talc s'est mis en place à Luzenac. Les pierres de talc étaient broyées dans des moulins à farine, après avoir été descendus à dos d'âne. Le massif de Tabe est connu pour ses importants gisements ; d'autres mines ont existé par le passé, notamment sur la commune de Montferrier, sur le flanc nord (mines du Fangas et de la Porteille fermées en 1969). En 1845, avec l'institution des droits miniers, Jacques Durand, peintre-doreur à Toulouse, se porte acquéreur des droits d'exploitation pour le talc de Bestiac, Lordat et Vernaux (pour 4 000 francs). Trois ans plus tard, il rachète le moulin de Labail à Luzenac, mais fait faillite en 1888. Julien Damas, avocat à Toulouse, rachète les droits et engage un centralien, Georges Goubeau, pour gérer l'exploitation. Entre 1888 et 1905, la production annuelle passe de 800 à 20 000 tonnes avec 340 employés. Le talc est alors exploité grâce à un câble transporteur ou téléphérique puis exporté par train depuis la gare de Luzenac - Garanou sur la ligne de Portet-Saint-Simon à Puigcerda. La Société des Talcs de Luzenac est fondée.
En 1919, le gendre de Georges Goubeau, Paul Fédou, lui succède comme ingénieur général et modernise la carrière : une pelle à vapeur puis des pelleteuse électriques importées des États-Unis, ainsi que des broyeurs type Raymond. En 1945, le gendre de Paul Fédou, Pierre Villemur, prend son poste et va encore plus moderniser la carrière avec l'utilisation de dumpers. En 1965, la production est de 200 000 tonnes annuelles avec 800 employés. Joel Bodiou, nouvel ingénieur général, prend la suite dans la continuité de Perre Villemur. L'exploitation de la carrière a été assurée par la Société des Talcs de Luzenac de 1905 à 1988, avant d’être reprise par le Groupe Luzenac, filiale de la société Rio Tinto. En 2005, avec 280 salariés, la production était de 400 000 tonnes annuelles, avec un chiffre d'affaires de 90 millions d'euros. Cependant, les réserves de la carrière sont estimées à soixante ans d'exploitation.
En 2007, des inquiétudes ont pesé sur l'avenir du site au moment du rachat du groupe Alcan, dont dépend la société, par Rio Tinto, le leader mondial de l'aluminium.
Durant l'été 2011, la carrière de talc de Trimouns (et toutes les activités du Groupe Luzenac) a été reprise par le groupe Imerys, créant ainsi une nouvelle filière : Imerys talc.

## Production

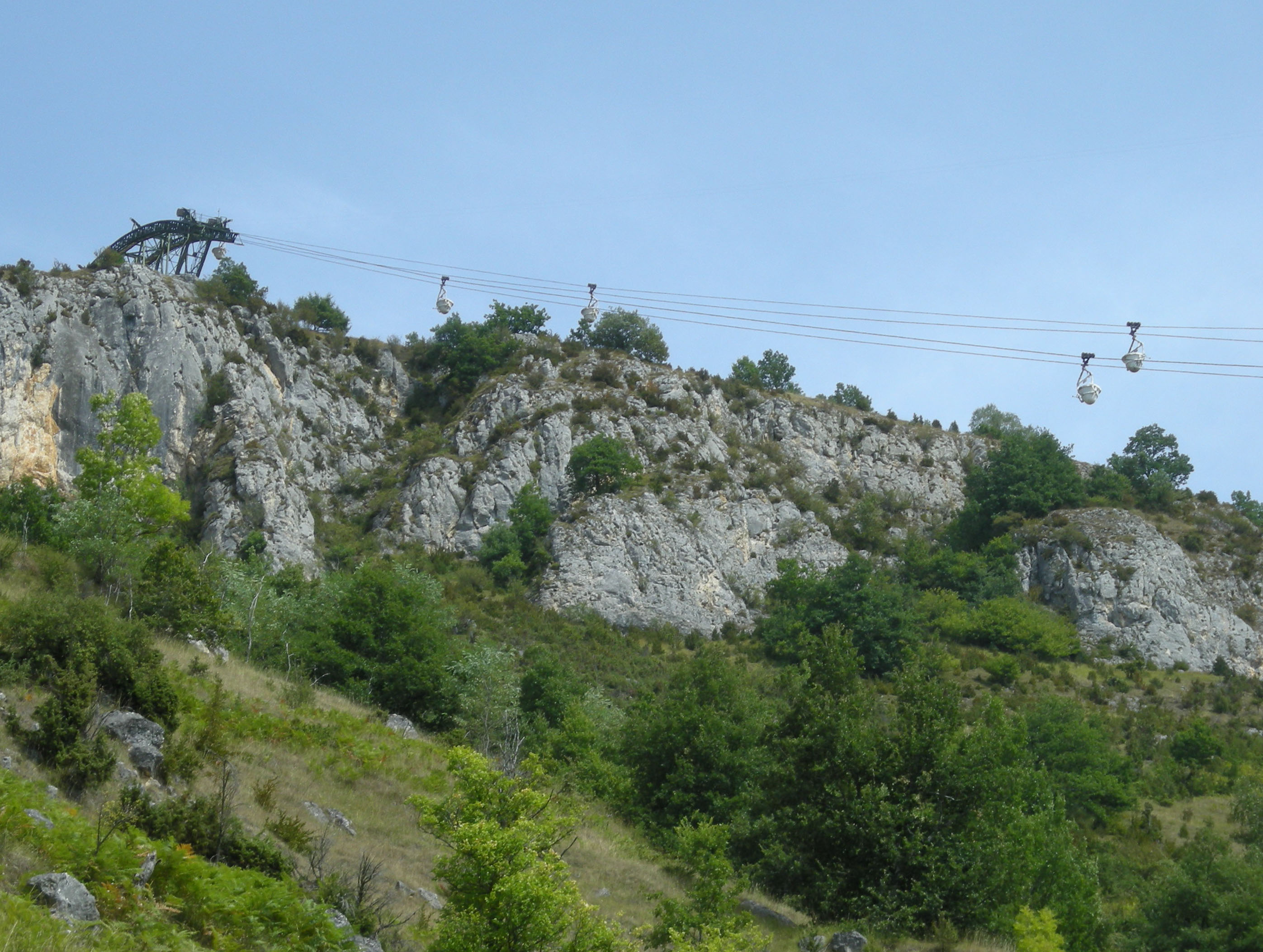
Téléphérique acheminant le talc brut.
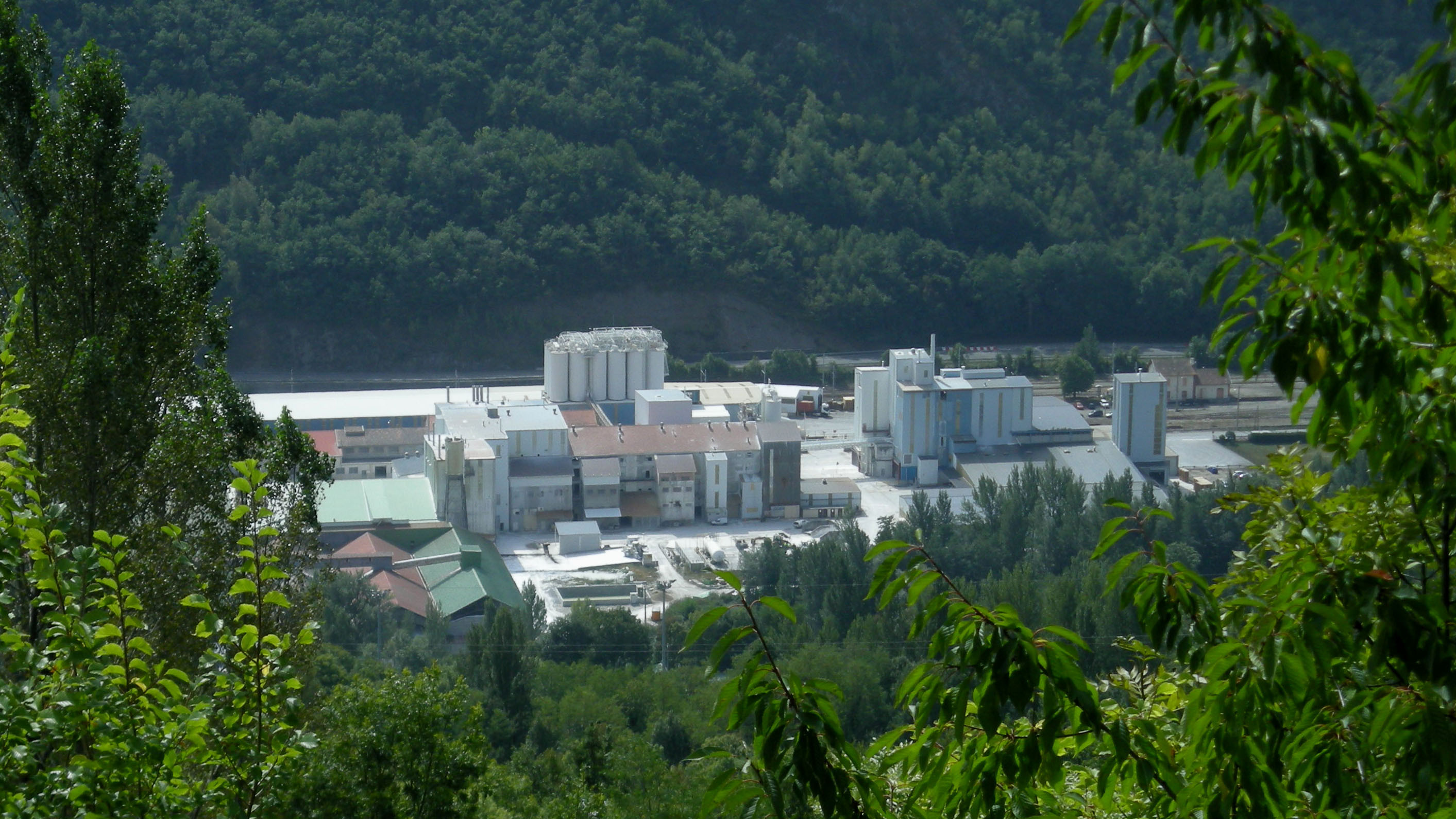
L'usine de Luzenac.
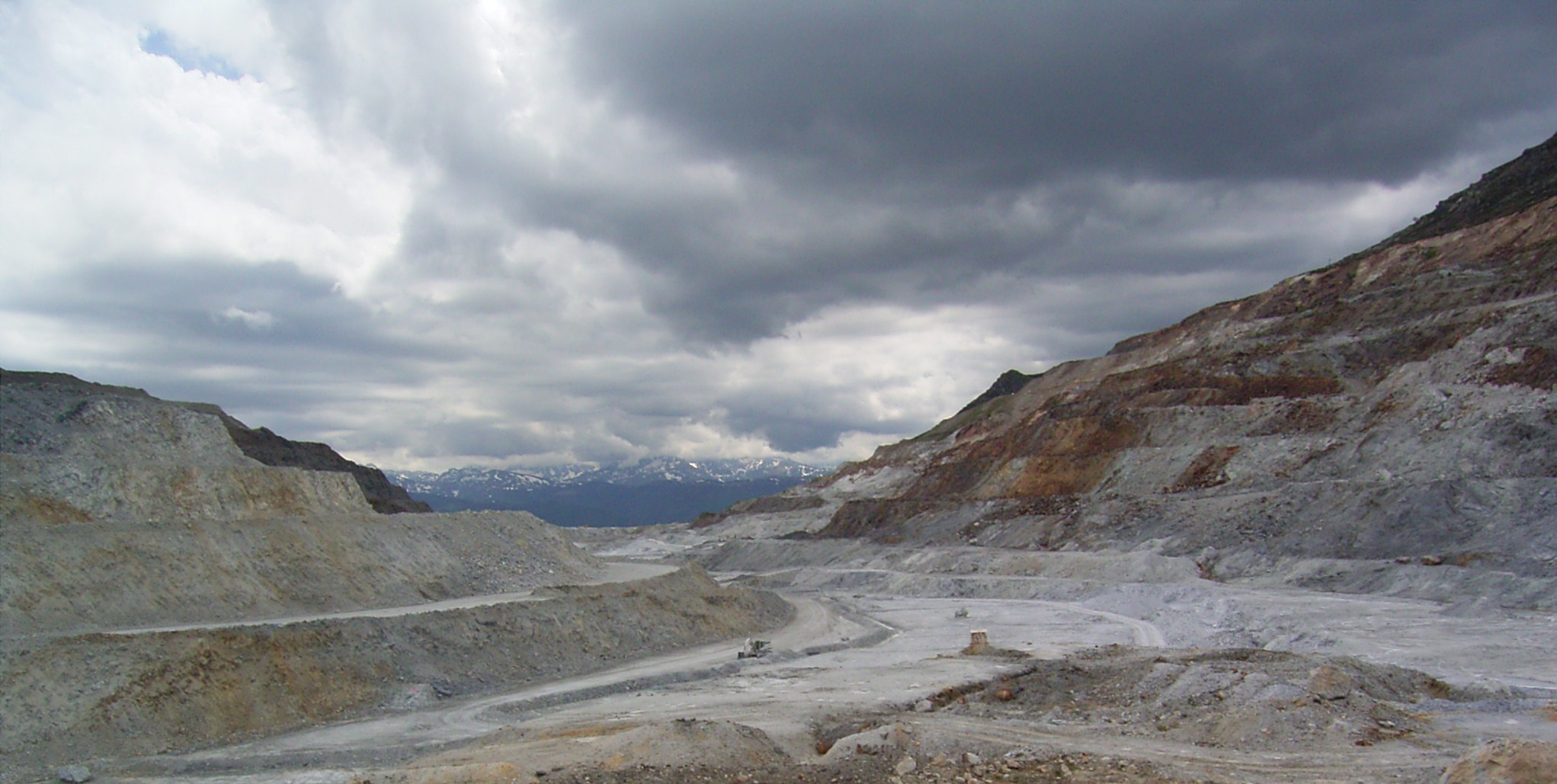
Carrière de talc de Trimouns.
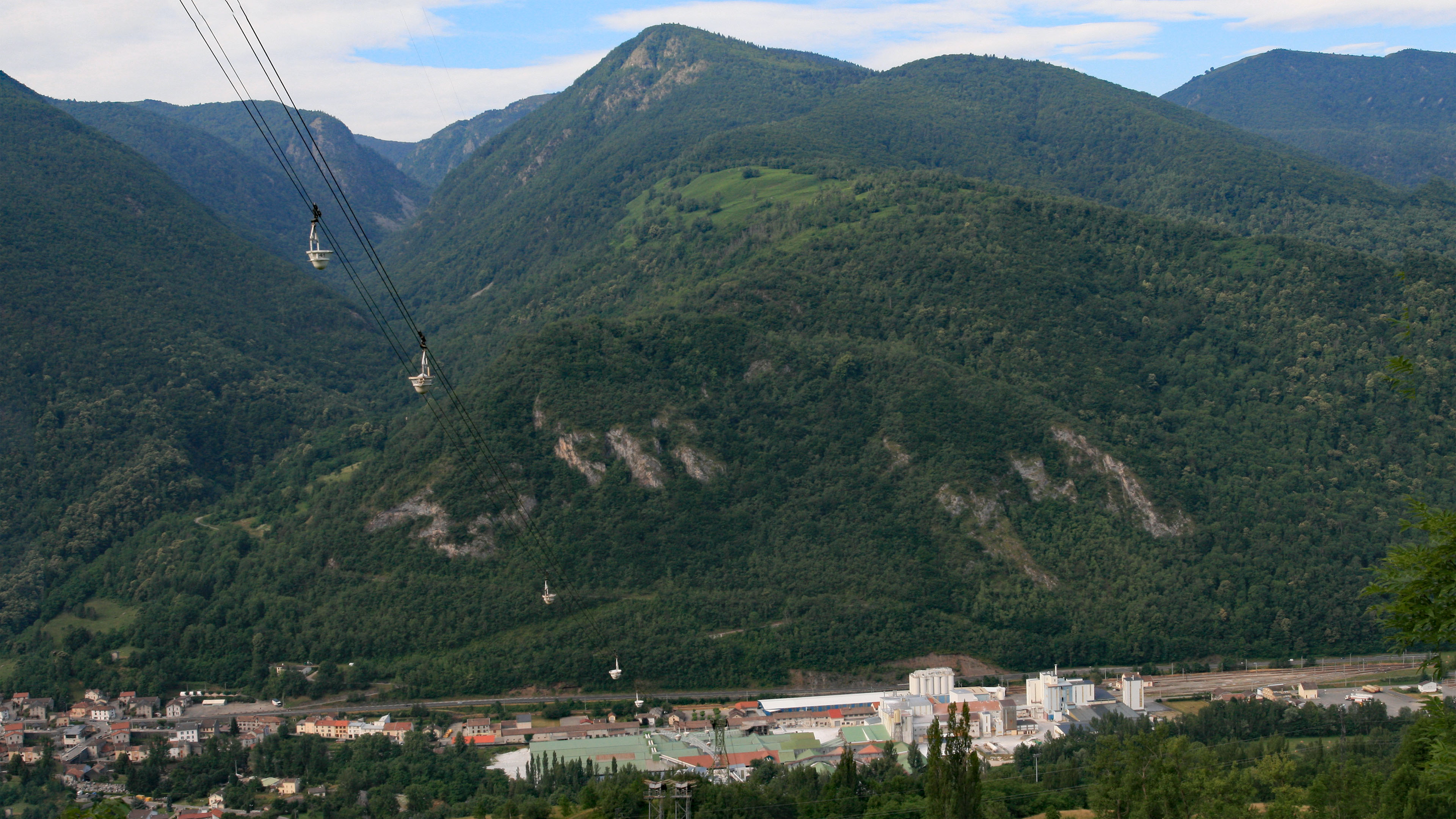
Arrivée du talc à l'usine de Luzenac.

Le talc extrait à plus de 1 600 mètres d'altitude est d'abord trié à la pelle mécanique, puis acheminé par un téléphérique de 5 km jusqu'à l'usine de transformation située au fond de la vallée, plusieurs centaines de mètres plus bas. Le moteur de ce téléphérique est réversible ; en fonctionnement normal, ce téléphérique fournit de l'électricité.
C'est à l'usine de Luzenac que l'on procède au séchage, au broyage et au conditionnement.
Quatre cent mille tonnes de talc sont produites chaque année en moyenne, destinées à divers secteurs industriels (papier, peintures, plastiques, caoutchoucs, céramiques, cosmétiques…).
Un peu plus de 200 salariés travaillent sur le site de Trimouns et de Luzenac, incluant une cinquantaine d'employés saisonniers entre avril et novembre (période d'extraction du minerai).
Une partie de la production est expédiée par rail : en 2017, un train par semaine de 9 wagons part de la gare de Luzenac - Garanou.

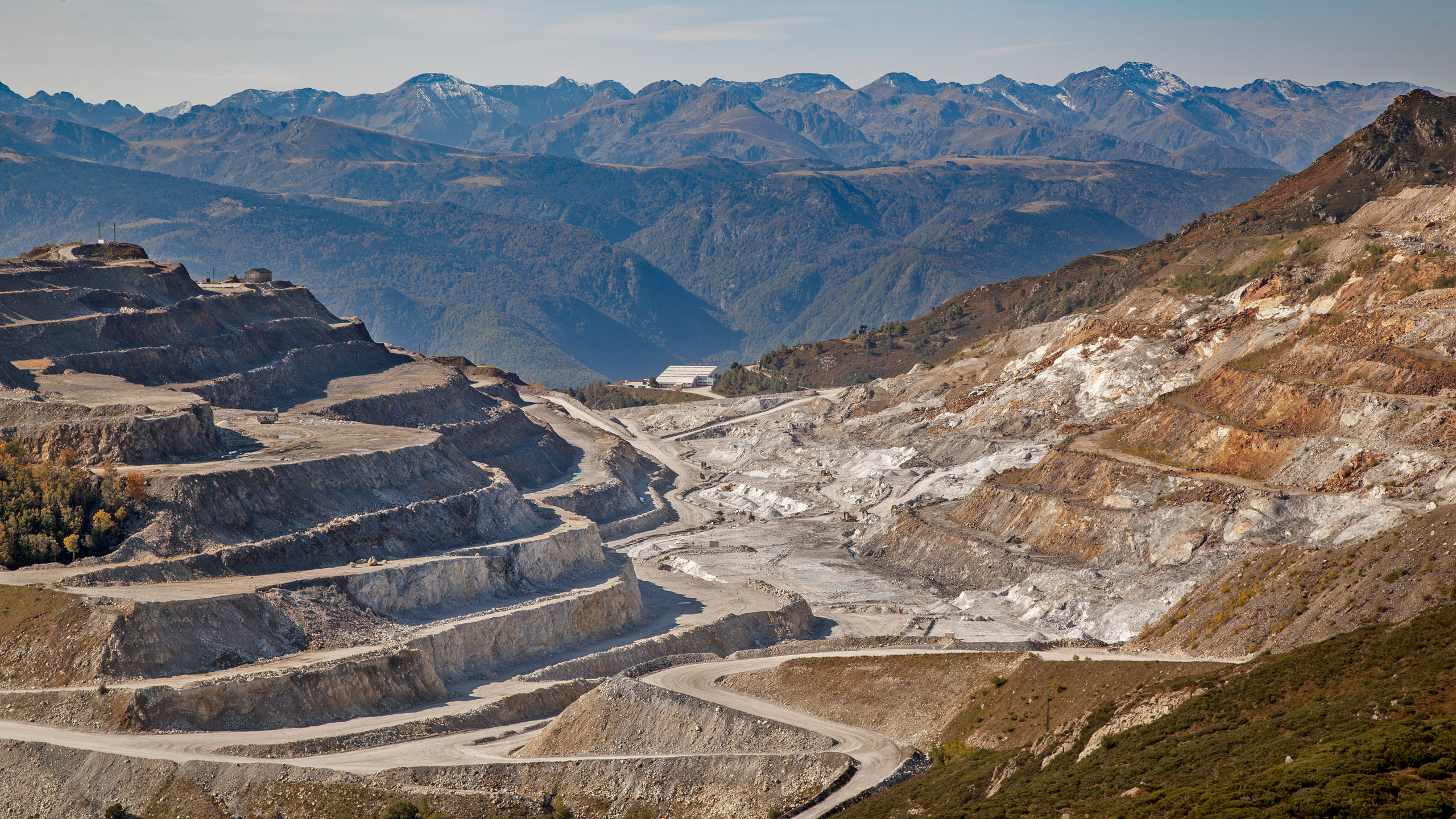
Vue depuis le Soula de Font Albe.
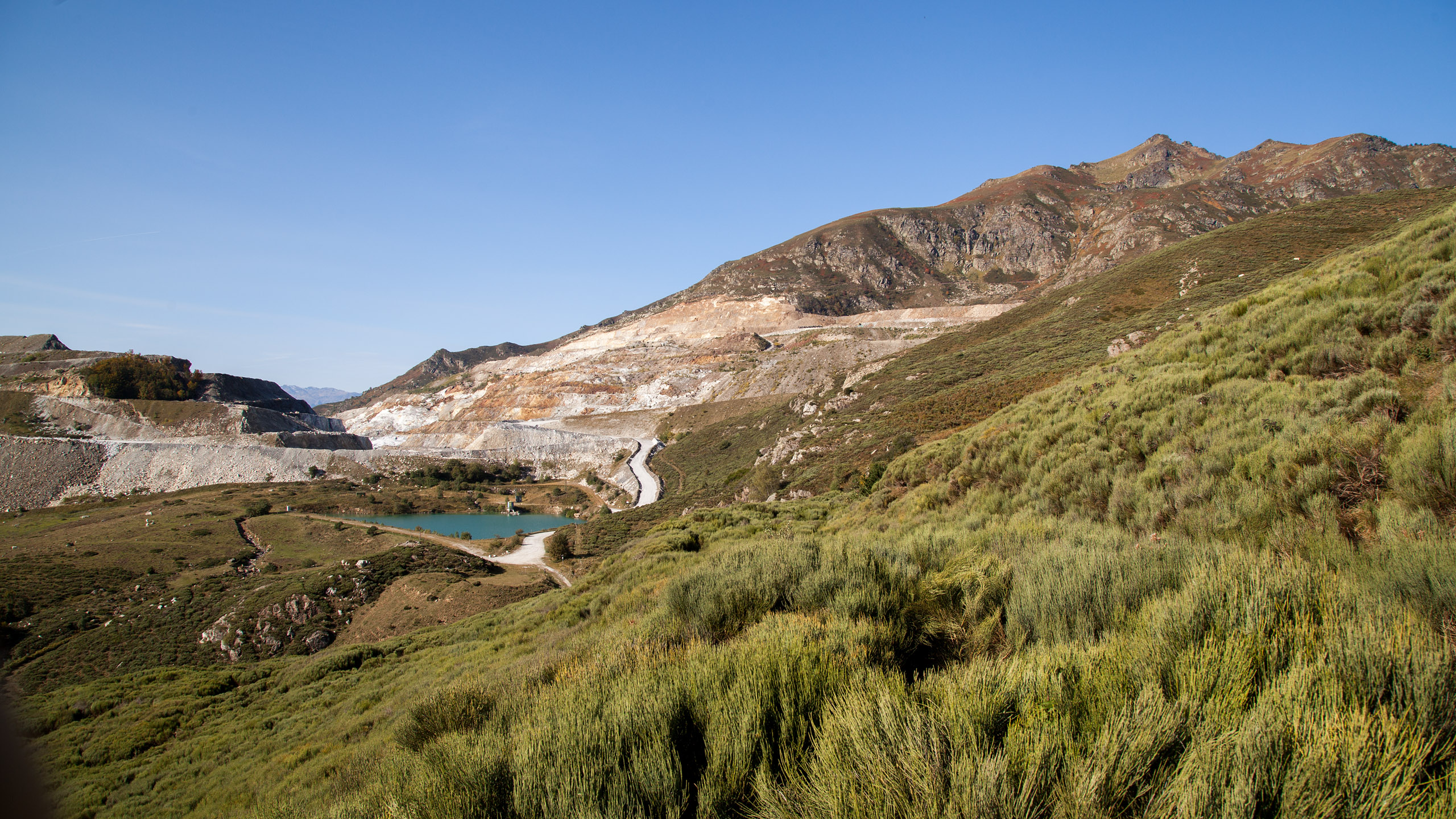
La carrière dominée par le pic de Soularac.
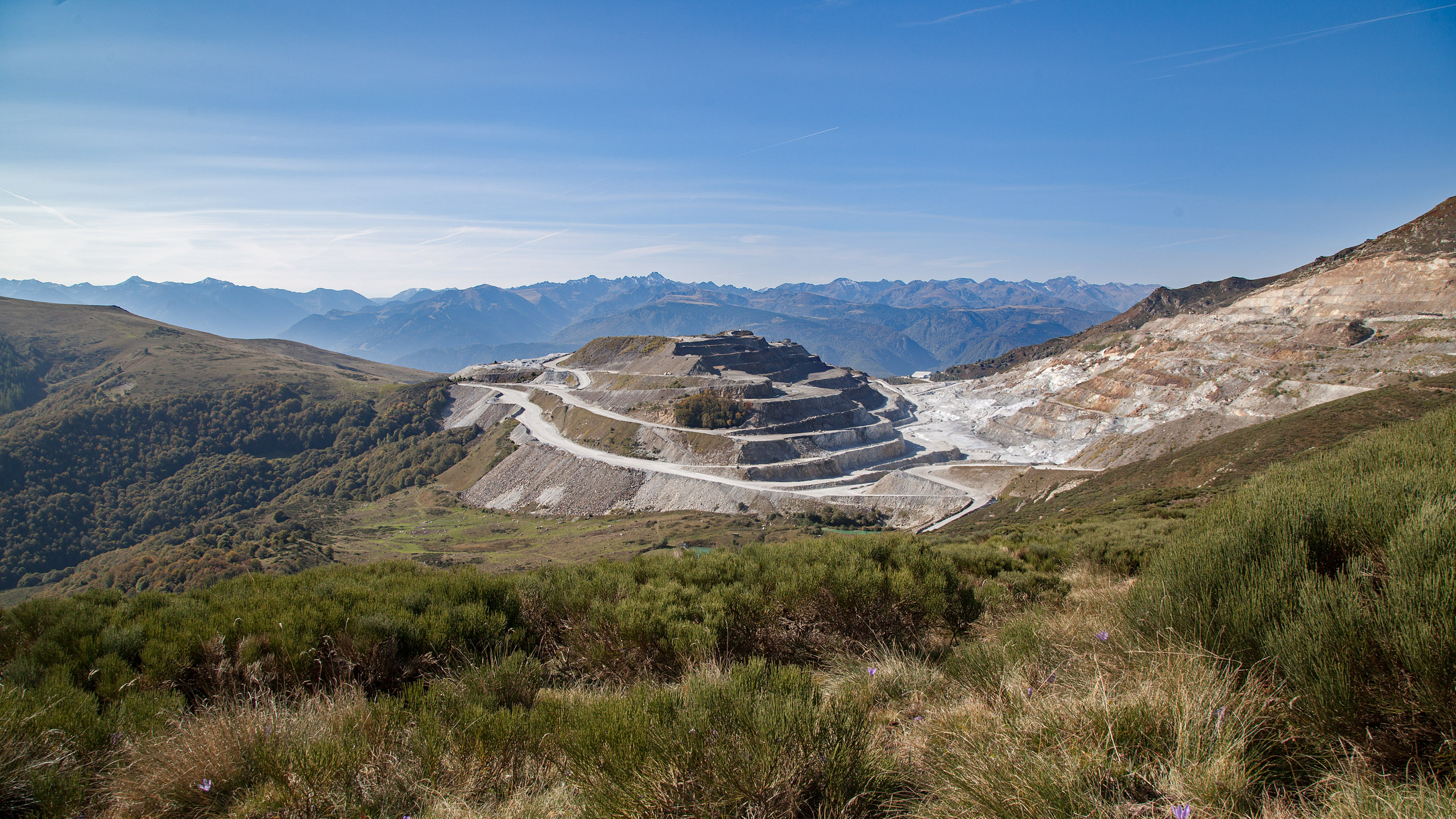
Vue depuis le Soula de Font Albe.
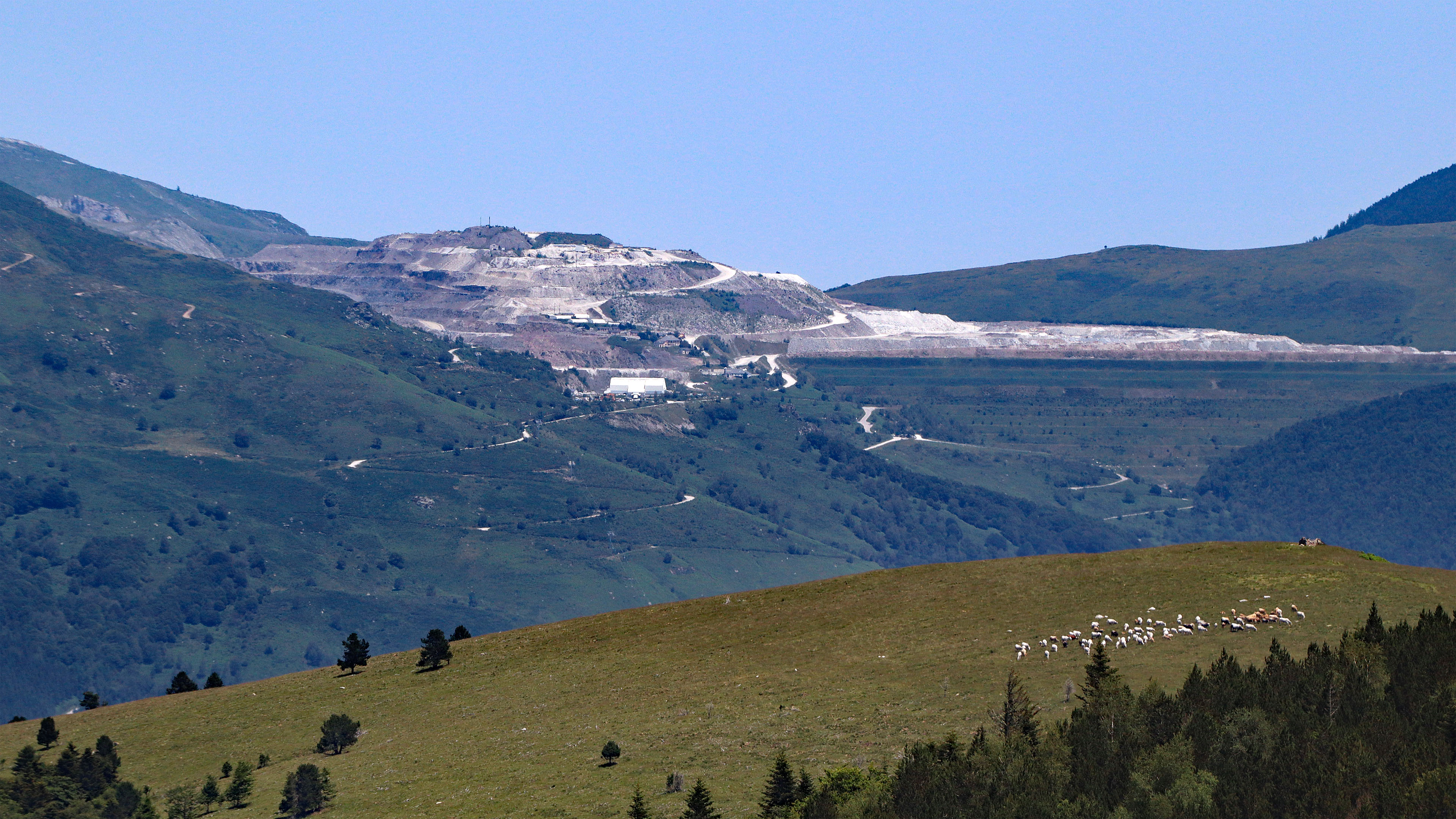
Vue depuis le plateau de Beille.
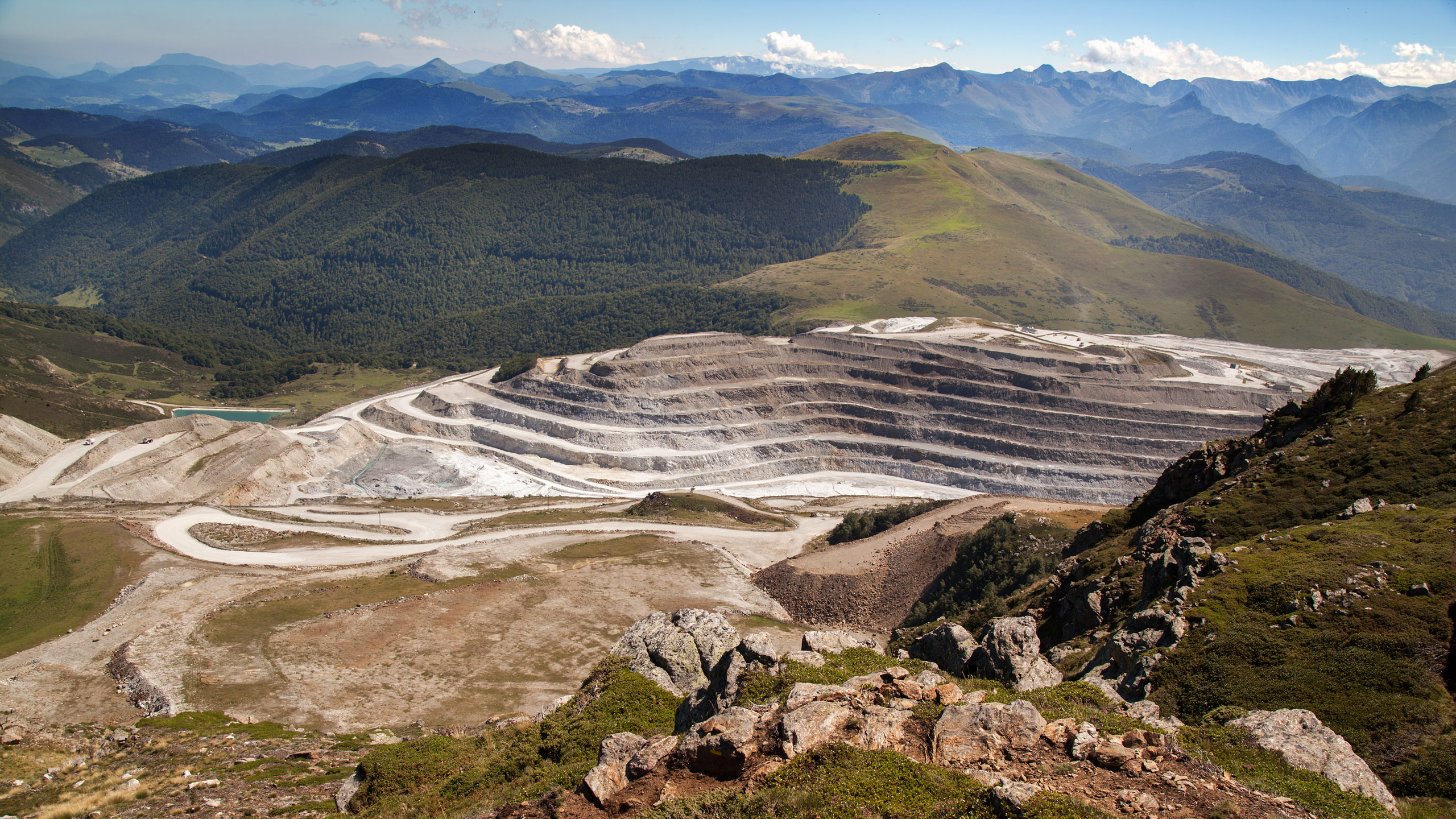
La carrière vue de l'Estang Tort.
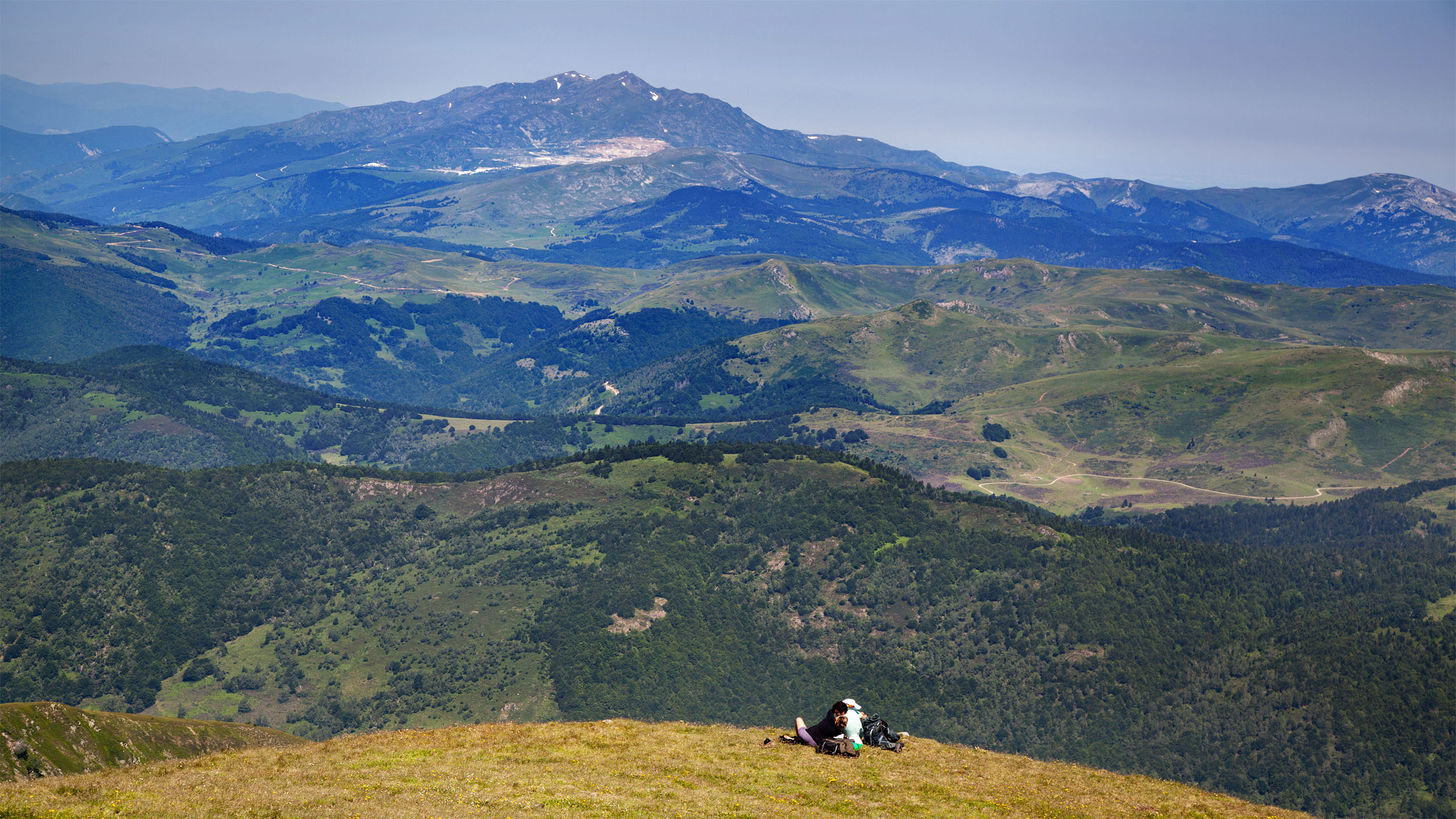
La carrière vue depuis le pic de Tarbésou.